# Alteglofsheim
Alteglofsheim – miejscowość i gmina w Niemczech, w kraju związkowym Bawaria, w rejencji Górny Palatynat, w regionie Ratyzbona, w powiecie Ratyzbona, siedziba wspólnoty administracyjnej Alteglofsheim. Leży około 15 km na południowy wschód od Ratyzbony, przy drodze B15 i linii kolejowej Ratyzbona–Monachium.

## Demografia
| Rok  | Liczba mieszk. |
| ---- | -------------- |
| 1970 | 1 554          |
| 1987 | 2 701          |
| 2000 | 3 015          |
| 2005 | 3 400          |

## Oświata
(na 1999)

W gminie znajduje się 100 miejsc przedszkolnych (98 dzieci) oraz szkoła podstawowa (35 nauczycieli, 702 uczniów).